# Wolmaniseren
Wolmaniseren is het impregneren van hout met wolmanzouten om het hout langer bestand te maken tegen houtrot. 
De gebruikte zouten bevatten arseen-, chroom-VI- en koperverbindingen en zijn een afvalproduct van metaalindustrie en ertssmelterijen. Wolmaniseren van hout werd aanvankelijk gezien als een milieuvriendelijke vervanging van het gebruik van tropisch hardhout, maar het uitspoelen van de zwaar toxische zouten naar het grondwater en de milieuschade bij verbranden maken het gebruik van gewolmaniseerd hout schadelijk voor het milieu.